# Sarcofahrtiopsis paterna
Sarcofahrtiopsis paterna är en tvåvingeart som beskrevs av Carroll William Dodge 1965. Sarcofahrtiopsis paterna ingår i släktet Sarcofahrtiopsis och familjen köttflugor.
Artens utbredningsområde är Florida. Inga underarter finns listade i Catalogue of Life.